# Gastrotheca psychrophila
Gastrotheca psychrophila är en groddjursart som beskrevs av William Edward Duellman 1974. Gastrotheca psychrophila ingår i släktet Gastrotheca och familjen Hemiphractidae. IUCN kategoriserar arten globalt som starkt hotad. Inga underarter finns listade i Catalogue of Life.